# Scuola della Sagrada Familia

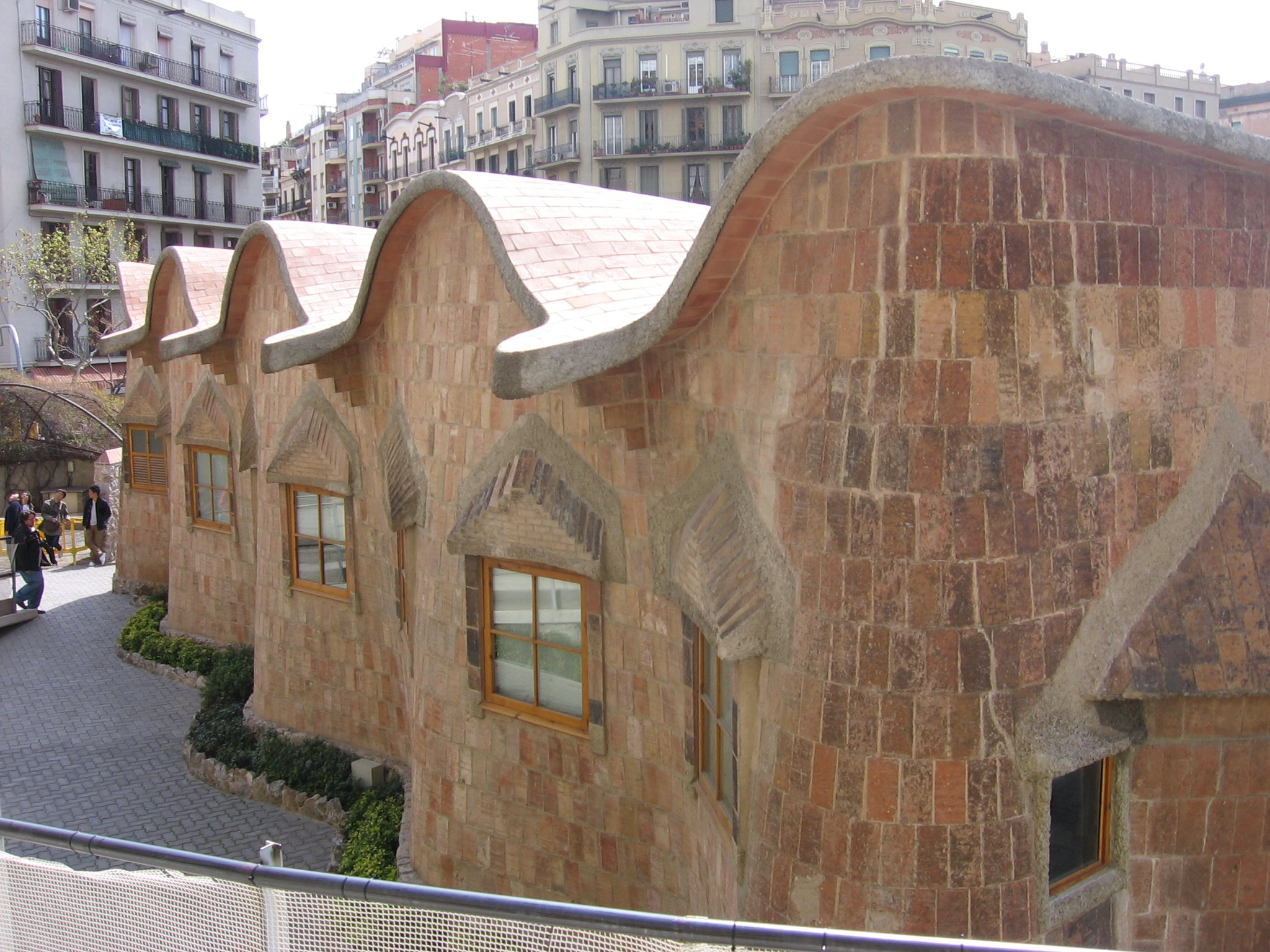
Scuola della Sagrada Familia.

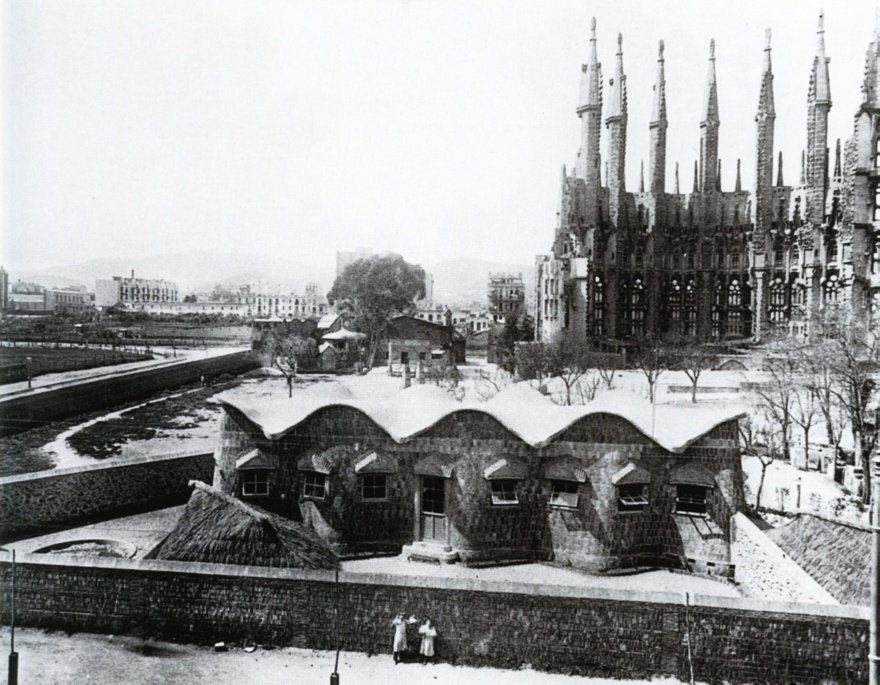
La scuola nel 1909.

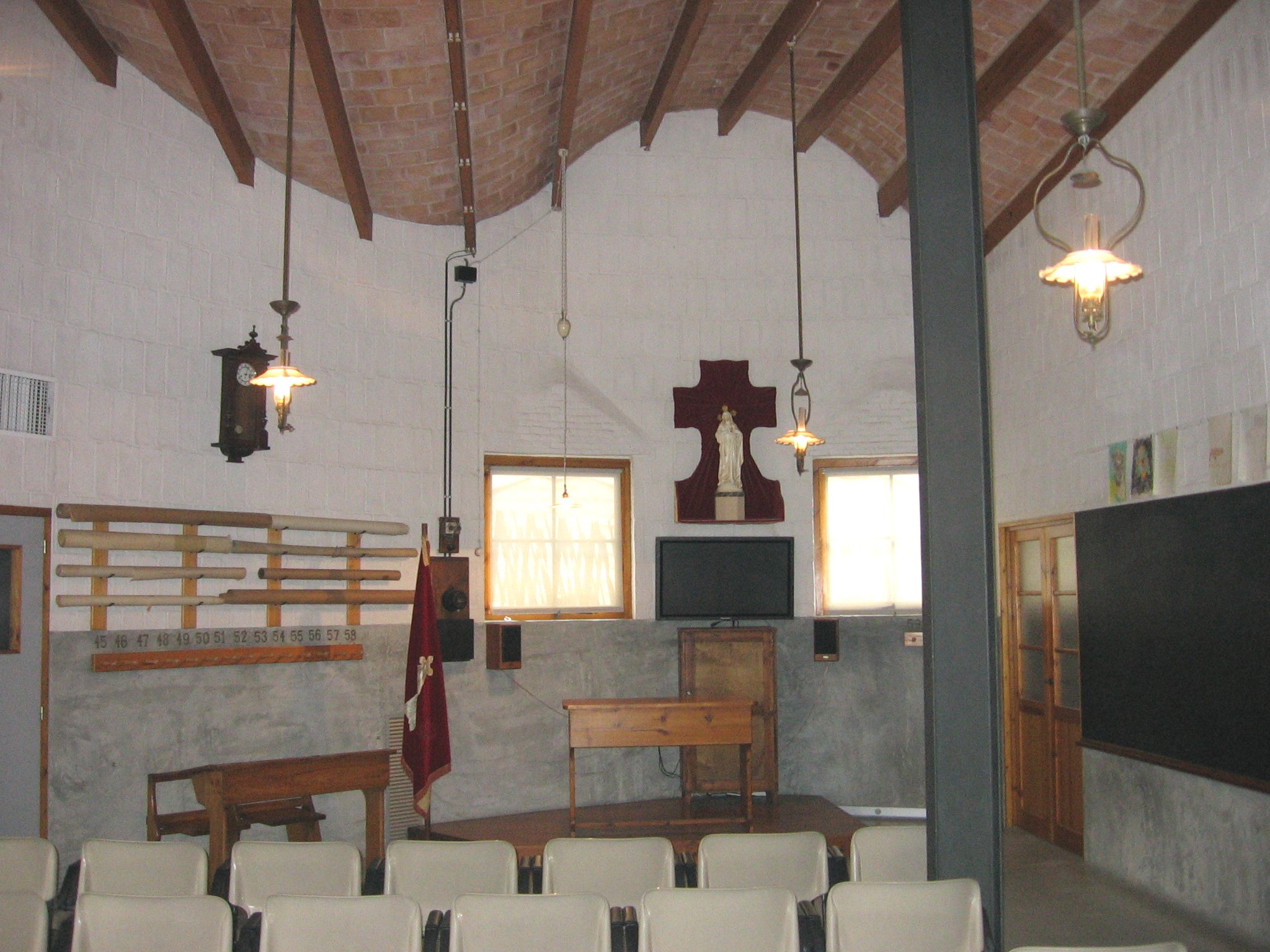
Interno della scuola

La Scuola della Sagrada Familia è un edificio costruito nel 1909 dall'architetto modernista spagnolo Antoni Gaudí situato sulla base della Chiesa della Sagrada Família di Barcellona. Era un piccolo edificio scolastico per i figli degli operai che lavoravano sulla Sagrada Familia, ma frequentato anche dai bambini del vicinato, soprattutto di classi deboli. Gaudì lo edificò sul terreno destinato alla facciata della Gloria, che si prevedeva essere libera per diverso tempo.

## Storia
È stata realizzata per conto dell'associazione devoti di San Giuseppe, creato nel 1866 da Josep Maria Bocabella, fondatore del tempio della Sagrada Familia. Il suo principale promotore fu il monsignore Gil Parés, cappellano della Sagrada Familia, che fu anche il direttore della scuola fino al 1930. In principio si seguì il metodo pedagogico di Andrés Manjón, fondatore della scuola Ave Maria di Granada, ma dal 1915 si applicò il metodo Montessori. 
La scuola è stata inaugurata il 15 di novembre 1909 dal vescovo di Barcellona, Juan José Laguarda di Fenollera.

## Descrizione
L'edificio è a pianta rettangolare 10 x 20 metri, costituito da tre aule, salone e cappella, con servizi igienici in un vano adiacente. L'edificio è stato realizzato in mattoni a vista, disposti a tre strati sovrapposti, seguendo la tecnica tradizionale catalana. Entrambe le pareti e il tetto sono a forma ondulata, conferendo alla struttura una sensazione di leggerezza, ma anche una grande resistenza. Fuori dall'edificio definì tre aree destinate alle aule all'aperto che furono coperte da pergolati di ferro. 
La scuola fu gravemente danneggiata durante la guerra civile spagnola, per questo l'edificio fu distrutto e successivamente ricostruito. Francesc Quintana si incarico del suo restauro nel 1936-1937 con pochi fondi e per questo motivo l'edificio collassò e fu necessario un nuovo intervento nel 1943 che fu finanziato da Quintana. Nel 2002 l'edificio fu trasferito al di fuori dalla chiesa, all'angolo tra le strade di Sardenya e Mallorca. 
La scuola della Sagrada Famiglia è stata un esempio del genio costruttivo di Gaudì ed è servita da fonte d'ispirazione per molti architetti grazie alla sua semplicità, resistenza, originalità volumetrica, funzionalità e purezza geometrica. Le forme ondulate sono state applicate da architetti come Le Corbusier, Pier Luigi Nervi, Félix Candela o Santiago Calatrava.